# Kafr el-Sheikh
Kafr el-Sheikh, o Kafr el Shei (arabo: كفر الشيخ) è una città dell'Egitto, capoluogo del governatorato omonimo. 
Storicamente la città è stata nota con i nomi di Duminqun (arabo: دُمِيْنقُون), e di Fuadiyah (arabo: فُؤادِيَّة) nome attribuitole in onore di re Fu'ad I d'Egitto. Ha assunto il nome attuale nel 1952, che significa "città dello sceicco".

## Geografia
La città si trova nella regione del delta del Nilo a circa 134 km a nord del Cairo.
Nella città sono presenti impianti per la trasformazione del cotone e fabbriche di sigarette.
Pochi chilometri a sud della città, nella località di Sakha, si trovano i resti dell'antica città di Xois.